# Edward Anhalt
Edward Anhalt (* 28. März 1914 in New York City, New York; † 3. September 2000 in Pacific Palisades, Kalifornien) war ein US-amerikanischer Drehbuchautor.

## Leben
Anhalt studierte an der Columbia University und Princeton University. In den 1930er und 1940er Jahren arbeitete er als angestellter Drehbuchautor für das Fernsehen. Unter dem Pseudonym Andrew Holt schrieb er zusammen mit seiner ersten Ehefrau Edna Anhalt Kurzgeschichten für Pulp-Magazine. Als diese Aufmerksamkeit in Hollywood erzeugten, zogen sie kurz nach dem Zweiten Weltkrieg von New York nach Los Angeles.
Ihre ersten Spielfilme als Drehbuchautoren (ebenfalls als Andrew Holt) waren Irving Allens B-Movies Strange Voyage und Avalanche aus dem Jahr 1946. Bis 1950 schrieb Edward Anhalt weiter für kleinere Filmproduktionen, dann jedoch verfasste er gemeinsam mit Edna Anhalt die Vorlage für Elia Kazans Film noir Unter Geheimbefehl, wofür beide mit dem Oscar ausgezeichnet wurden. Eine weitere Nominierung für den Oscar erhielt das Paar drei Jahre später für den Thriller Der Scharfschütze von Regisseur Edward Dmytryk mit Adolphe Menjou in der Hauptrolle.
Neben eigenen Werken war er auch häufig mit Adaptionen beauftragt, unter anderem bearbeitete er literarische Vorlagen von Frank Gill Slaughter, Irwin Shaw und Tom Wolfe für die Leinwand. Einen zweiten Oscar erhielt er 1964 für die Drehbuchadaption des Theaterstücks Becket oder die Ehre Gottes von Jean Anouilh über den englischen Bischof und Heiligen Thomas Becket.
Nach der Scheidung von Edna Anhalt 1956 heiratete Edward Anhalt noch vier Mal. Er war Vater einer Tochter. Mit 86 Jahren starb er an einem Myelom in seinem Haus in den Pacific Palisades.

## Filmografie (Auswahl)
- 1950: Unter Geheimbefehl (Panic in the Streets)
- 1952: Der unsichtbare Schütze (The Sniper)
- 1952: Das Mädchen Frankie (The Member of the Wedding)
- 1955: … und nicht als ein Fremder (Not as a Stranger)
- 1957: Stolz und Leidenschaft (The Pride and the Passion)
- 1961: Die jungen Wilden (The Young Savages)
- 1961: Jenseits des Ruwenzori (The Sins of Rachel Cade)
- 1962: Girls! Girls! Girls!
- 1962: Das Mädchen Tamiko (A Girl Named Tamiko)
- 1963: Ach Liebling … nicht hier! (Wives and Lovers)
- 1964: Becket
- 1964: mit James Clavell: Geheimagent Barrett greift ein (The Satan Bug)
- 1965: Boeing-Boeing (Boeing Boeing)
- 1967: Die fünf Geächteten (Hour of the Gun)
- 1968: Der Frauenmörder von Boston (The Boston Strangler)
- 1969: Die Irre von Chaillot (The Madwoman of Chaillot)
- 1972: Jeremiah Johnson
- 1974: Luther
- 1974: QB VII
- 1975: The Man in the Glass Booth
- 1979: Flucht nach Athena (Escape to Athena)
- 1985: Der 4 1/2 Billionen Dollar Vertrag (The Holcroft Covenant)
- 1986: Peter der Große (Peter the Great) (TV-Miniserie)

## Auszeichnungen
- 1951: Oscar für Unter Geheimbefehl
- 1953: Oscar-Nominierung für Der Scharfschütze
- 1965: Nominierung für den British Film Academy Award für Becket
- 1965: Oscar für Becket
- 1969: Edgar-Allan-Poe-Award-Nominierung für Der Frauenmörder von Boston
- 1975: Emmy-Nominierung für QB VII
- 1978: Edgar-Allan-Poe-Award-Nominierung für Das Cherry-Street-Fiasko